# Joanne Whalley
Joanne Whalley (Salford, 25 de agosto de 1961) é uma atriz britânica.

## Biografia
Educada em Stockport, Whalley apareceu pela primeira vez em How We Used To Live e papéis secundários em novelas, especialmente Coronation Street e Emmerdale. Os seus primeiros filmes incluem figurantes sem intervenção oral, como uma groupie no The Wall do Pink Floyd, e como um fã dos Beatles jovens em Birth of the Beatles.
Na era pós punk, ela flertou com as franjas da cena de Manchester New Wave e foi brevemente um membro duma banda baseada em Stockport chamada The Slowguns,  mas saiu antes do lançamento de seus dois singles.
Mais tarde, em 1982, no Abbey Road Studios, como vocalista do grupo pop Cindy & The Saffrons, gravou a canção Shangri-Las "Passado, Presente e Futuro" e no ano seguinte, "Terry" por Twinkle. O grupo separou-se logo em seguida.
Em 1982 ela estrelou como Ingrid Rothwell numa aclamada série de TV, baseada no  romance de Stan Barstow , 'A Kind of Loving, com duas  subsequentes publicações em livros.
Joanne Whalley co-estrelou o filme "No Surrender" (Dumbarton Filmes com Film Four), com roteiro de Alan Bleasedale, lançado em 1985, mas o filme não foi bem sucedido e não foi para o lançamento geral. Whalley ganhou destaque na televisão britânica como Emma Craven em Troy Kennedy Martin Edge of Darkness (1985), rapidamente seguido pela enfermeira Mills na série Dennis Potter-penned, The Singing Detective (1986), para a BBC Television. Em 1987, ela interpretou "Jackie" no filme de TV "Will You Love Me Tomorrow" e também teve um papel no filme de TV O bom pai.
Ela conheceu o ator americano Val Kilmer, com quem se casou em 1983,  ao filmar a aventura de fantasia Willow, passando a usar o nome Joanne Whalley-Kilmer. Ela continuou filmando, mais em em Hollywood do que o Reino Unido, incluindo o mistério noir Shattered e, em 1989, obteve o papel de Christine Keeler, ao lado de estrelas John Hurt e Sir Ian McKellen. Em 1994, ela tornou-se apenas a segunda atriz a desempenhar Gone with the Wind, da heroína Scarlett O'Hara, quando ela apareceu numa adaptação para a TV  do romance sequela, Scarlett.
Ela fez uma pausa nas gravações do filme., para ser mãe dos seus dois filhos com Kilmer; mais tarde, este disse que ela pediu os papéis do divórcio depois dele a ter deixado para filmar A Ilha do Dr. Moreau, em 1996. Ela também estrelou no filme de 1997,  The Man Who Knew Too Little.
Whalley voltou a atuar, fazendo filmes para a televisão, incluindo o filme televisivo de 2000, Jackie Bouvier Kennedy Onassis,  no qual interpretou a personagem-título. Após o divórcio de Kilmer,  colaborou com o pop-punk Blink-182 para ler uma carta no início da canção "Síndrome de Estocolmo". Em 2005,  apareceu como Maria I de Inglaterra, a Rainha Virgem, numa série da BBC sobre a vida da rainha Elizabeth I, que também estrelou Anne-Marie Duff e Tara Fitzgerald. No mesmo ano filmou Played que também incluía o seu agora ex-marido, Val Kilmer, mas os dois nunca apareceram na mesma cena juntos. Em 2006, apareceu em Life Line, um drama em duas partes na BBC1, atuando ao lado de Ray Stevenson. Em 2008,  apareceu na minissérie da ITV , "Inundação", com Robert Carlyle, entre outros.

## Filmografia
- Pink Floyd The Wall (1982)
- Reilly, Ace of Spies (1983)
- A Christmas Carol (1984)
- Dance with a Stranger (1985)
- No Surrender (1985)
- The Good Father(1985)
- Willow (1988)
- To Kill a Priest (1988)
- Scandal (1989)
- Kill Me Again (1989)
- Navy SEALs (1990)
- The Big Man (1990)
- Shattered (1991)
- Storyville (1991)
- The Secret Rapture (1993)
- Scarlett (1994)
- Mother's Boys (1994)
- A Good Man in Africa (1994)
- Trial by Jury (1994)
- The Man Who Knew Too Little (1997)
- The Guilty (2000)
- Breathtaking (2000)
- Paul, Apostle of Christ (2001) ... Priscila[1]
- Before you go (2002)
- Virginia's Run (2002)
- The Californians (2005)
- Elizabeth I: A Rainha Virgem (2005)
- Played (2006)
- Flood (2007)
- Felon (2008)
- 44 Inch Chest (2009)